# Robertsholm
Robertsholm est une localité de Suède dans la commune de Hofors située dans le comté de Gävleborg.
Sa population était de 398 habitants en 2019.